# Черкасский, Анатолий Ильич
Анато́лий Ильи́ч Черка́сский (10 [23] апреля 1906, Харьков, Харьковская губерния, Российская империя — 1990, неизвестно) — советский архитектор, член Союза архитекторов СССР с 1938 года.

## Биография
Анатолий Черкасский родился в Харькове в семье адвоката. В 1925—1930 годах учился на архитектурном факультете Киевского строительного института. После окончания института с 1930 по 1947 год работал в проектных институтах «Военпроект», «Военпромпроект» Главвоенпромстроя в Москве, Харькове, Хабаровске.
С 1939 года на службе в Красной армии на Дальнем Востоке. Во время Великой Отечественной войны занимался проектированием объектов оборонного назначения. Награждён медалью «За победу над Германией в Великой Отечественной войне». В 1944 году переведен в Харьков, где до 1947 года работал в проектном институте «Военпромпроект».
С 1947 года работал в Киеве, в проектном институте «Киевпроект» на должности главного архитектора проекта.
В сентябре 1971 года вышел на пенсию. Умер в 1990 году.

## Творчество
- Жилые дома в Москве, Уссурийске, Хабаровске (1930—1946)

### В Киеве
В составе творческих коллективов:
- Жилой дом № 2 по Никольско-Ботанической улице (1950)
- Реконструкция площади Калинина (ныне — площадь Независимости, совместно с А. И. Заваровым, 1950)
- Жилые дома на Почайнинской, Туровской улицах (1951—1953)
- Восстановление здания Института благородных девиц по Институтской улице (совместно с А. И. Заваровым, 1953—1958)
- Парк возле Наводницкого моста (1954)
- Здание Дарницкого районного совета (1955)
- Жилой дом № 19 обкома КПУ по Владимирской улице (1956)
- Восстановление корпуса № 15 в Киево-Печерской лавре (1956)
- Жилой дом № 33 ЦК КПУ по Московской улице (1958)
- Жилой массив Ветряные горы (с 1960)
- Станция метро «Завод Большевик» (сейчас — «Шулявская», (1963)
- Здание Дарницкого универмага на Дарницкой площади (1964)
- Реконструкция фуникулёра (1964)
- Жилой дом № 112—114 по Большой Васильковской улице (1964)
- Жилой дом № 35 ЖСК «Медик» по Лютеранской улице (1964)
- Гостиница ЦК КПУ по Рыльскому переулку, 8 (1970)

## Изображения

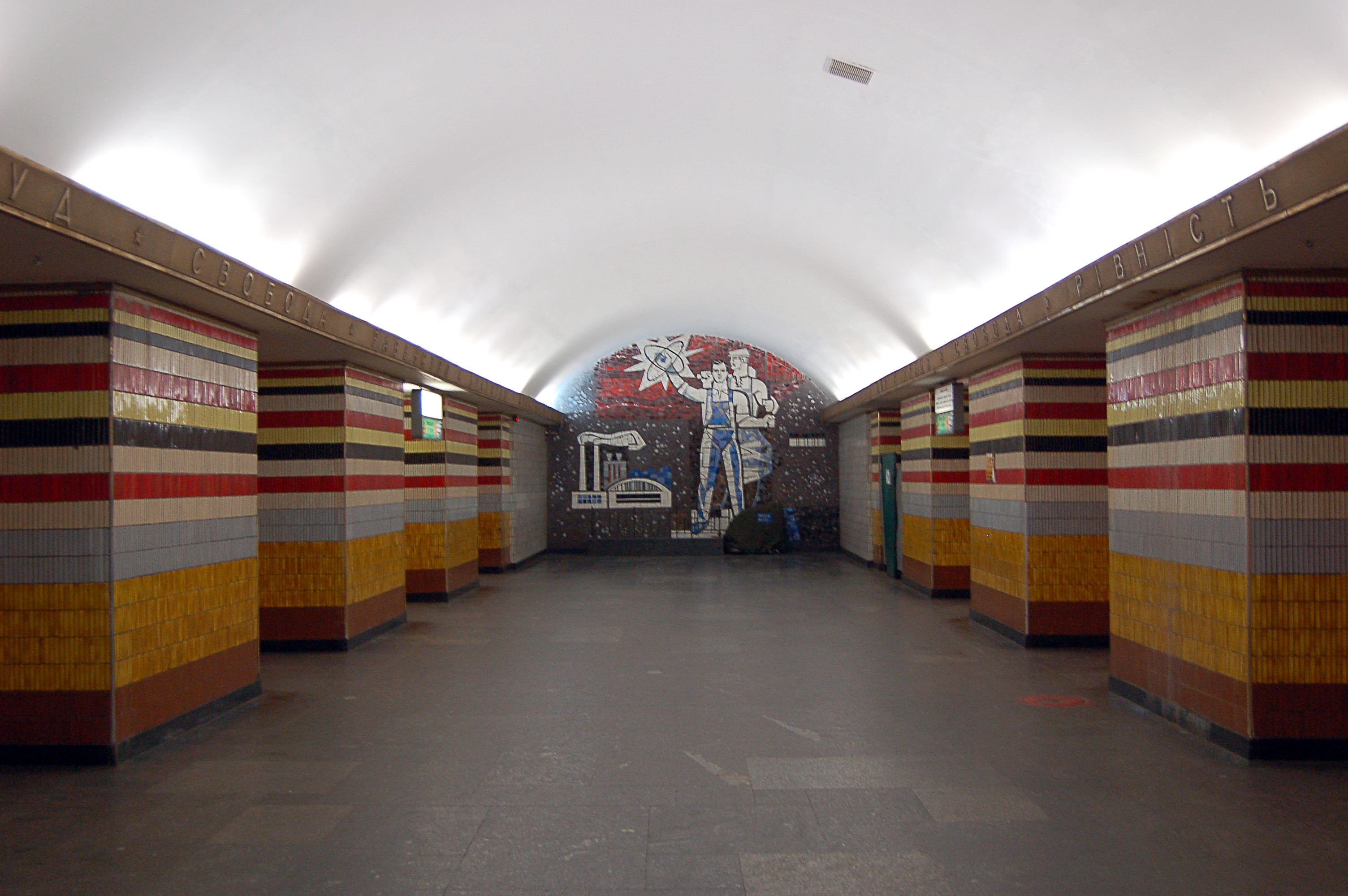
Станция метро «Шулявская»